# ユリウス・プロクルス

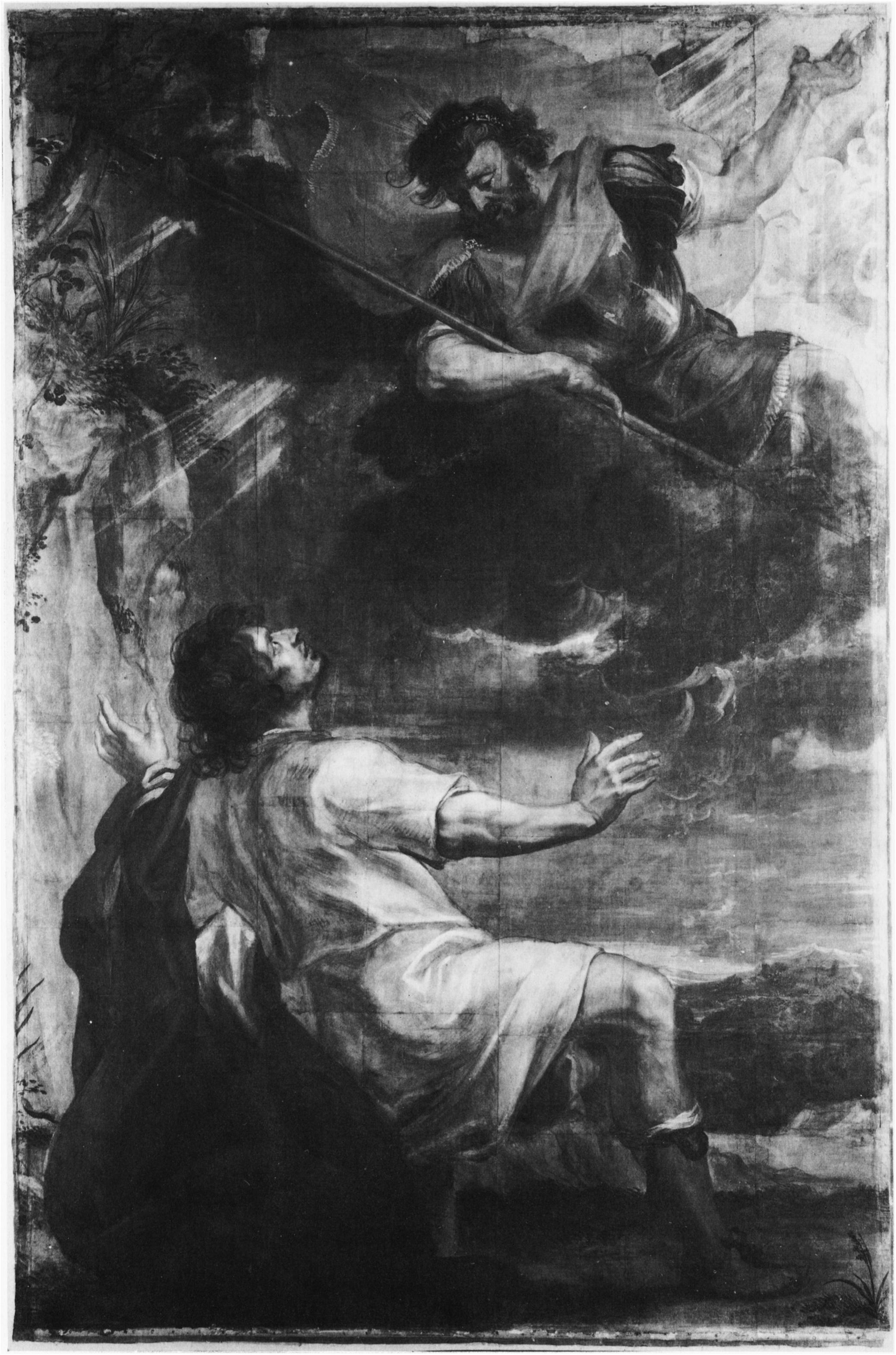
ユリウス・プロクルス

ユリウス・プロクルス（Julius Proculus）は、王政ローマの初代王ロムルスの死後、ロムルスが神になったことを証言した人物。ユリウス氏族の祖先ともいわれる。プロクルス・ユリウスとも。
紀元前715年（または紀元前716年）7月7日のロムルスの死についてはいくつか伝承があるが、そのいずれも突如として姿を消したというものであった。ある伝承ではカンプス・マルティウスのカプラ沼の付近で閲兵中に姿を消したとされ、また別の伝承では元老院の議場の神殿で突然消えたとされる。ロムルスが消えた時には同時に嵐や雷が起こり、ロムルスが姿を消した直後居合わせた元老院議員や市民達はロムルスが神になったと信じたという。しかし実際には元老院が邪魔な王を殺害したのではないかとの噂も起こり、元老院議員たちを疑う声も上がるようになっていった。
プロクルスはこのような状況で現れる。誠実でロムルスの友人でもあったというプロクルスは市民達の前で誓いを立て、自分は死んだロムルスに出会ったと語った。ロムルスは生前よりも大きく輝いた姿で現れ、自らがクィリヌスという神になったことを語り天上へと上っていったという。
この話を聞いた市民達は、ロムルスが神になったことを信じた。その後ローマの支配は元老院議員たちによる持ち回りの中間王期を経て、次の王に選出されたヌマ・ポンピリウスに委ねられた。
プルタルコスによると、市民によって王に選出されたヌマを説得するために、プロクルスはウェレススと共にクレスへ向かったという。プロクルスはローマ人の中で王に相応しい者とみなされており、ウェレススも同様にローマのサビニ人の中では王に相応しい者とみなされていたという。しかしヌマはこの説得を一度は断り、その後父や親戚の説得を受け王位につくことを承諾した。
プルタルコスではプロクルスは王の友人であるなど王政期の有力なローマ人として描かれている。加えてプロクルスはアルバ・ロンガからの移住者であったとされ、同じくアルバ・ロンガからローマに移ったユリウス氏族によって自分達の祖先として利用されたとも考えられる。
プルタルコスらより前の時代のマルクス・トゥッリウス・キケロによれば、プロクルスは有力な人物ではなく農夫であったとされている。プロクルスはロムルス殺害を疑われた元老院議員たちに頼まれ、クィリナリスでロムルスに出会って、自身はクィリヌスとなりローマ人に自分の神殿を建てるように言われたと証言したという。